# Victor Verzea
Victor Verzea (n. 1866, Săcele, Imperiul Austriac – d. 27 septembrie 1940, Vitichești⁠(d), Topoloveni, Argeș, România) a fost un politician și colonel român.

## Cariera militară antebelică

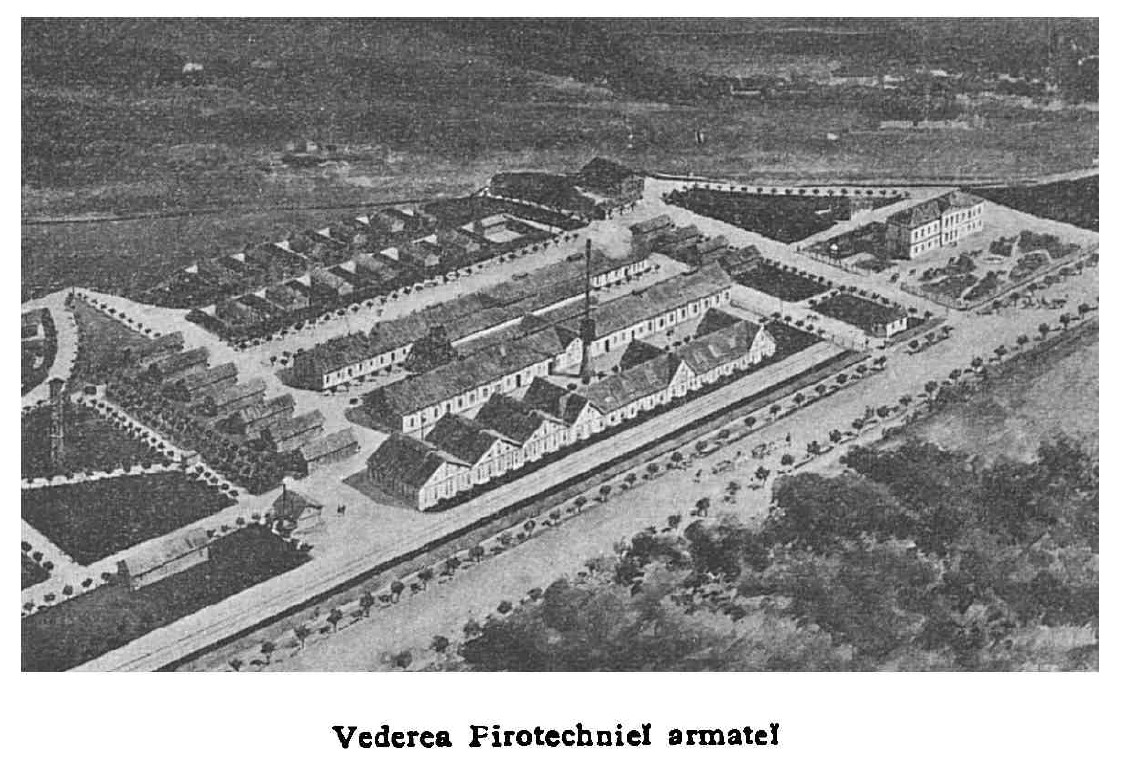
Pirotehnia Armatei din București.

Verzea a absolvit cu medie mare Școala Specială de Artilerie și Geniu din București, în arma artilerie. A fost însărcinat cu misiuni de înzestrare în Franța și Germania, de unde a recepționat tunuri cu tragere rapidă pentru sistemul de fortificații al Bucureștilor. Înaintat la gradul de maior, Verzea a fost numit sub-director al pirotehniei armatei⁠(en)[traduceți], funcție pe care a ocupat-o timp de patru ani. Pentru modul cum a condus instituția, el a fost decorat cu ordinul „Steaua României” și propus pentru avansare la gradul de locotenent-colonel. Pe 31 mai 1907, după 21 de ani de serviciu militar activ, Verzea a demisionat din armată.

## Activitatea politică
S-a înscris apoi în Partidul Conservator, iar pe 29 decembrie 1910, după venirea la putere a acestui partid, a fost numit director general al Serviciului Poștelor și Telegrafelor. A fost schimbat din funcție în 1912, odată cu schimbarea ministrului de interne. În 1914, Victor Verzea a fost numit șef al serviciului T.P. (Telegrafic-Poștal) al poștelor, iar unele ziare au sugerat că numirea a fost făcută datorită prieteniei cu generalul Dumitru Iliescu, la acea dată secretar general al Ministerului de Război.

## Parcursul în Primul Război Mondial

### Din nou în serviciul activ
După izbucnirea Primului Război Mondial, Serviciul T.P. a trebuit să lucreze îndeaproape cu autoritățile militare, iar Verzea - între timp reactivat în armată - a devenit un obișnuit în sediul ministerului, având intrare liberă în Biroul Operațiunilor și Comunicațiunilor din Marele Stat Major și, conform unor ziare, acces facil la secretele militare. Presa liberală l-a acuzat de neglijarea premeditată a unor sarcini de serviciu și de sabotarea dispozițiilor de cercetare a existenței în munți a unor instalații telegrafice fără fir clandestine.
La 1 iunie 1916, colonelul Victor Verzea a fost numit din nou director general al Poștelor și Telegrafelor. După decretarea mobilizării, Marele Cartier General a fost mutat la Periș, însă lui Verzea i s-a permis să rămână cu serviciul în București.

### Colabororator al inamicului
În noaptea de 20 spre 21 noiembrie 1916, după ce trupele Puterilor Centrale au reușit să străpungă frontul român, să traverseze defileul Jiului și să se apropie de București, s-a emis ordinul ca toate instituțiile să evacueze imediat capitala. Verzea și-a informat subordonații că va pleca și el, însă nu s-a prezentat la Marele Cartier General și nu a făcut-o nici după ce i s-a ordonat telegrafic acest lucru. Pe 22 noiembrie, Victor Verzea a trimis o telegramă Marelui Cartier General, motivând că e netransportabil din cauza unei pneumonii. Deși s-a propus chiar trimiterea unui tren special pentru evacuarea colonelului, acesta a refuzat, afirmând că doctorii se opun, apoi a întrerupt orice comunicație cu autoritățile militare române. Presa liberală a concluzionat că „Verzea a rămas în București cu bună știință” și, „uitându-și datoriile de soldat, dânsul s’a predat inamicului” împreună cu 1260 de funcționari ai serviciului al cărui șef era, care nu fuseseră evacuați. Suplimentar, Verzea ar fi predat inamicului o sumă de aproximativ 3-4 milioane lei, hărțile rețelelor telegrafice și telefonice ale țării, dicționarul cifrat, ordinea de bătaie a armatei române, documente secrete și telegrame operative.
Presa vremii a conchis că autoritățile de ocupație l-au răsplătit pentru trădare, numindu-l primar al capitalei în noiembrie 1916 (pe 11 decembrie 1916, după altă sursă). El a rămas în această funcție până în iunie 1917 (1 noiembrie 1917, după altă sursă).

## Parcursul postbelic
După război, o curte marțială constituită în cadrul Corpului II Armată l-a judecat pe colonelul Verzea pentru dezertare la inamic și trădare. Victor Verzea a fost apărat de Ioan Gr. Periețeanu și Radu D. Rosetti, care au încercat să-l prezinte pe colonel drept o victimă a mașinațiunilor politice și un om care „nu s’a plecat în fața inamicului, ci, din contră, prin conduita sa intransigentă a stârnit multe furtuni”. Pe 10 februarie 1919, respingând orice circumstanțe atenuante, curtea marțială l-a condamnat „în unanimitate pe acuzatul Colonel Victor Verzea la moarte și degradațiune militară, conform art. 232 și 198 din Codul Justiției Militare.”
Pe 28 martie 1919, prin decret regal, pedeapsa cu moartea a fost comutată în muncă silnică pe viață. Pe 7 mai 1919, de la ora 10 dimineața, pe platoul din fața cazărmii Malmaison, colonelul Verzea a fost degradat în fața unei asistențe formate din trupe de la toate unitățile militare din capitală. În sunetele unui marș funebru, maiorul Criveanu a rupt epoleții osânditului, care a fost apoi urcat într-un automobil închis și transportat sub pază armată spre locul de detenție, în huiduielile mulțimii care asistase la ceremonie.
Verzea și-a ispășit pedeapsa la penitenciarul de la Ocnele Mari și a executat doar o mică parte din sentință, fiind eliberat după cinci ani. A căzut treptat în uitare și s-a sinucis prin împușcare în noaptea de 26 spre 27 septembrie 1940, la vila sa din satul Vitichiești-Muscel (astăzi în Topoloveni). Într-o scrisoare de adio, el a motivat sinuciderea prin situația financiară dificilă în care se găsea.